# 攝津高親
攝津高親（日语：／ Settsu no Takachika，？—1333年7月4日）是日本鎌倉時代末期武士、文官，父親是攝津親鑑，另外有些系圖則顯示是親鑑之弟），從五位上宮內大輔。

## 生涯
攝津氏是九條賴經獲擁立為征夷大將軍後前往鎌倉之際隨行的侍讀，後來成為鎌倉幕府官吏僚大外記、攝津守中原師員的子孫。在文官中，攝津氏繼承了長井氏的家格，自師員、中原師連、攝津親致以來，直至攝津親鑑一代，均擔任評定眾替幕府出謀劃策。
親鑑作為能吏備受幕府重用，嫡子高親亦出仕於得宗北條高時，出任引付眾。另外，在元德2年（1330年）2月時擔任官途奉行。
按《太平記》記載，高親在鎌倉幕府滅亡時與高時等人一同自殺，換言之他也與父親一樣在元弘3年或正慶2年（1333年）爆發的東勝寺合戰中自殺身亡。按《尊卑分脈》的中原氏略系圖記載，高親之子是攝津時親，孫是攝津能連。